# Bystrzyca Nadwórna
Bystrzyca Nadwórna – polski klub piłkarski z siedzibą w Nadwórnej. Rozwiązany w 1939 roku.

## Historia
Chronologia nazw:
- 1921: P.K.S. Bystrzyca Nadwórna
- 1939: klub rozwiązano

Polski Klub Sportowy Bystrzyca został założony w Nadwórnej w 1921 roku. Przez dwa sezony występował w rozgrywkach Ligi okręgowej Stanisławów. 
We wrześniu 1939, kiedy wybuchła II wojna światowa i przyszli wojska radzieckie, klub przestał istnieć.